# Roberto II di Namur
Roberto (fine del X secolo – 1030 circa) è stato un nobile francese, fu il terzo conte di Namur dal 1010 circa, alla sua morte.

## Origine
Roberto, sia secondo il Cartulaire de la commune de Namur, tome premier, che secondo gli Actes des comtes de Namur de la première race, 946-1196, era figlio del secondo conte di Namur, Alberto I e della moglie, Ermengarda, che, secondo la Genealogica comitum Buloniensium era figlia del carolingio, Carlo I di Lorena, Duca della Bassa Lorena (Lotaringia), mentre secondo il Gestorum Abbatem Trudonensium Continuatio Tertia, era figlia del Duca della Bassa Lorena (Lotaringia), Ottone, figlio di Carlo I di Lorena; anche il Fundatio Ecclesiæ S. Albani Namucensis, oltre confermare il matrimonio di Alberto I ed Ermengarda confermandola discendente dei Carolingi.
Alberto I di Namur sia secondo il Cartulaire de la commune de Namur, tome premier, che secondo gli Actes des comtes de Namur de la première race, 946-1196, Albero era figlio del primo conte di Namur, Roberto I e della moglie, che, secondo lo storico francese, Christian Settipani, specializzato nella genealogia dei personaggi dell’Antichità e dell'Alto Medioevo, nel suo Onomastique et Parenté dans l'Occident medieval (Prosopographica et Genealogica, Vol. 3), era Liutgarda, figlia di Adalberto I, conte di Metz (non consultato).

## Biografia
Di suo padre, Alberto I, non si conosce la data esatta della morte.
Secondo gli Actes des comtes de Namur de la première race, 946-1196, Alberto morì prima del 1011.
Roberto succedette ad Alberto I, come Roberto II.
La Genealogica comitum Buloniensium conferma che Roberto era figlio di Ermengarda e, quando succedette al padre, Roberto era ancora molto giovane, e, secondo il Cartulaire de la commune de Namur, tome premier, sua madre, Ermengarda era la reggente della contea.
Quando suo zio, Lamberto entrò in conflitto con Goffredo II di Verdun, secondo la Gestorum Abbatem Trudonensium Continuatio Tertia, con Lamberto si schierò il nipote, Reginardo V, ma non Roberto, che in un primo tempo si schierò contro lo zio, ma quando Lamberto fu attaccato dal vescovo di Liegi, Balderico di Looz, corse in aiuto dello zio; questo fatto, avvenuto nel 1013, viene ricordato anche nelle Gesta Episcoporum Cameracensium III, dove Roberto viene citato conte di Namur, per la prima volta (Rotberdo Namurcensi comite),.
 Suo zio, Lamberto morì combattendo a Florennes, come riportano le Gesta Episcoporum Cameracensium III (in campo Florinensi factum est bellum, ubi Lambertus comes caesus), combattendo contro il duca Goffredo II, come riportano le Gesta Abbatum Gemblacensium (commissa pugna in Florinis inter Lantbertum comitem, filium Ragineri Longicolli", et Godefridum ducem).
Pare che in quel periodo, Roberto fu guarito da una febbre che lo aveva messo in pericolo di vita, dopo che gli erano state portate le reliquie di St Veronus.
Roberto compare per l'ultima volta in un documento ufficiale, nel 1018: Roberto (in pago et in comitatu Lommensi sitam, cuius nunc comes adest Ratbodus) viene citato nel documento, n° 387 dell'imperatore del Sacro Romano Impero, Enrico II il Santo (Heinricus divina favente clementia Romanorum imperator augustus).
Non si conosce l'anno esatto della morte di Roberto II. Non avendo discendenza, gli succedette il fratello Alberto, come Alberto II.

## Matrimonio e discendenza
Di Roberto II non si conosce né il nome né gli ascendenti della moglie e nemmeno si conosce alcun discendente. Però secondo il Ex Miraculis S. Gengulfi Auct. Gonzone Abbate Florinensi, Roberto aveva avuto un figlio (filio suo morte gravatu):
- figlio premorto al padre di cui non conosciamo il nome (Cuius nomen ignotus est)[19].

## Ascendenza
|                          |                     |                       | Genitori                 |  |  | Nonni |  |  | Bisnonni |  |  | Trisnonni |  |
|                          |                     |                       |                          |  |  |       |  |  | …        |  |  | …         |  |
|                          |                     |                       |                          |  |  |       |  |  | …        |  |  | …         |  |
|                          |                     | …                     |                          |  |  |       |  |  | …        |  |  |           |  |
| Roberto I di Namur       |                     |                       |                          |  |  |       |  |  | …        |  |  |           |  |
|                          |                     | …                     | …                        |  |  |       |  |  |          |  |  |           |  |
|                          |                     | …                     | …                        |  |  |       |  |  |          |  |  |           |  |
|                          |                     | …                     | …                        |  |  |       |  |  |          |  |  |           |  |
| Alberto I di Namur       |                     | …                     |                          |  |  |       |  |  |          |  |  |           |  |
|                          |                     | Adalberto I di Metz   | …                        |  |  |       |  |  |          |  |  |           |  |
|                          |                     | Adalberto I di Metz   | …                        |  |  |       |  |  |          |  |  |           |  |
|                          |                     | Adalberto I di Metz   | …                        |  |  |       |  |  |          |  |  |           |  |
| Liutgarda di Metz        |                     | Adalberto I di Metz   |                          |  |  |       |  |  |          |  |  |           |  |
|                          |                     | Luitgarda di Bidgau   | …                        |  |  |       |  |  |          |  |  |           |  |
|                          |                     | Luitgarda di Bidgau   | …                        |  |  |       |  |  |          |  |  |           |  |
|                          |                     | Luitgarda di Bidgau   | …                        |  |  |       |  |  |          |  |  |           |  |
| Roberto II di Namur      |                     | Luitgarda di Bidgau   |                          |  |  |       |  |  |          |  |  |           |  |
|                          | Luigi IV di Francia | Carlo III di Francia  |                          |  |  |       |  |  |          |  |  |           |  |
|                          | Luigi IV di Francia | Carlo III di Francia  |                          |  |  |       |  |  |          |  |  |           |  |
|                          | Luigi IV di Francia | Eadgifu d'Inghilterra |                          |  |  |       |  |  |          |  |  |           |  |
| Carlo I di Lorena        | Luigi IV di Francia |                       |                          |  |  |       |  |  |          |  |  |           |  |
|                          |                     | Gerberga di Sassonia  | Enrico I di Sassonia     |  |  |       |  |  |          |  |  |           |  |
|                          |                     | Gerberga di Sassonia  | Enrico I di Sassonia     |  |  |       |  |  |          |  |  |           |  |
|                          |                     | Gerberga di Sassonia  | Matilde di Ringelheim    |  |  |       |  |  |          |  |  |           |  |
| Ermengarda di Lotaringia |                     | Gerberga di Sassonia  |                          |  |  |       |  |  |          |  |  |           |  |
|                          |                     | Roberto di Vermandois | Erberto II di Vermandois |  |  |       |  |  |          |  |  |           |  |
|                          |                     | Roberto di Vermandois | Erberto II di Vermandois |  |  |       |  |  |          |  |  |           |  |
|                          |                     | Roberto di Vermandois | Adele di Neustria        |  |  |       |  |  |          |  |  |           |  |
| Adelaide di Troyes       |                     | Roberto di Vermandois |                          |  |  |       |  |  |          |  |  |           |  |
|                          |                     | Adelaide di Châlon    | Giselberto di Châlon     |  |  |       |  |  |          |  |  |           |  |
|                          |                     | Adelaide di Châlon    | Giselberto di Châlon     |  |  |       |  |  |          |  |  |           |  |
|                          |                     | Adelaide di Châlon    | Ermengarda di Autun      |  |  |       |  |  |          |  |  |           |  |
|                          |                     | Adelaide di Châlon    |                          |  |  |       |  |  |          |  |  |           |  |

### Fonti primarie
- (LA)  Monumenta Germaniae Historica, Diplomatum Regum et imperatorum Germaniae, Tomus V, Heinrici II et Arduini Diplomata
- (LA)  Monumenta Germaniae Historica, Scriptorum, Tomus VII
- (LA)  Monumenta Germaniae Historica, Scriptorum, Tomus XV. Pars II
- (LA)  Monumenta Germaniae Historica, Scriptorum, Tomus X
- (LA)  Monumenta Germaniae Historica, Scriptorum, Tomus IX
- (LA)  Monumenta Germaniae Historica, Scriptorum, Tomus VIII

### Letteratura storiografica
- (FR)  Cartulaire de la commune de Namur, tome premier
- (FR)  Actes des comtes de Namur de la première race, 946-1196